# Circuit Paul Ricard

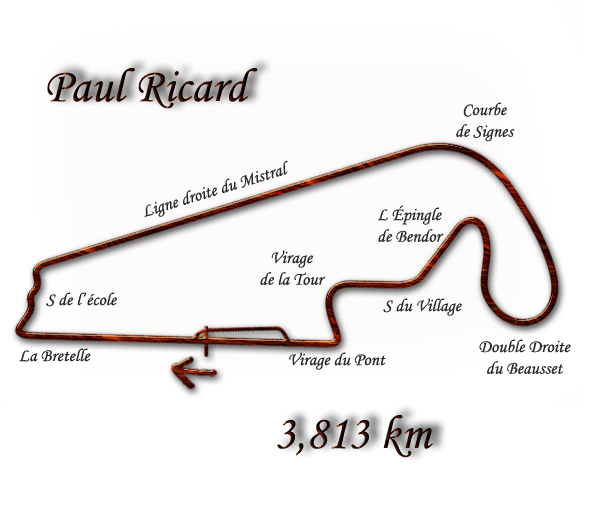
A régi vonalvezetés

A Circuit Paul Ricard egy versenypálya Franciaországban, Le Castelletben, Marseille-tól 39 km-re keletre. 1971-től 1975-ig a páratlan, 1976-tól 1982-ig a páros években, 1983-ban, 1985-től 1990-ig, és 2018-tól 2022-ig itt rendezték a Formula–1-es világbajnokság francia nagydíját.

## Győztesek listája
Formula–1-es világbajnokság
| Év   | Versenyző                         | Csapat                            | Riport                            |                                   |
| ---- | --------------------------------- | --------------------------------- | --------------------------------- | --------------------------------- |
| 2022 | Max Verstappen                    | Red Bull-RBPT                     | Riport                            |                                   |
| 2021 | Max Verstappen                    | Red Bull-Honda                    | Riport                            |                                   |
| 2020 | Elmaradt a Covid19-pandémia miatt | Elmaradt a Covid19-pandémia miatt | Elmaradt a Covid19-pandémia miatt | Elmaradt a Covid19-pandémia miatt |
| 2019 | Lewis Hamilton                    | Mercedes                          | Riport                            |                                   |
| 2018 | Lewis Hamilton                    | Mercedes                          | Riport                            |                                   |
| 1990 | Alain Prost                       | Ferrari                           | Riport                            |                                   |
| 1989 | Alain Prost                       | McLaren-Honda                     | Riport                            |                                   |
| 1988 | Alain Prost                       | McLaren-Honda                     | Riport                            |                                   |
| 1987 | Nigel Mansell                     | Williams-Honda                    | Riport                            |                                   |
| 1986 | Nigel Mansell                     | Williams-Honda                    | Riport                            |                                   |
| 1985 | Nelson Piquet                     | Brabham-BMW                       | Riport                            |                                   |
| 1983 | Alain Prost                       | Renault                           | Riport                            |                                   |
| 1982 | René Arnoux                       | Renault                           | Riport                            |                                   |
| 1980 | Alan Jones                        | Williams-Ford                     | Riport                            |                                   |
| 1978 | Mario Andretti                    | Lotus-Ford                        | Riport                            |                                   |
| 1976 | James Hunt                        | McLaren-Ford                      | Riport                            |                                   |
| 1975 | Niki Lauda                        | Ferrari                           | Riport                            |                                   |
| 1973 | Ronnie Peterson                   | Lotus-Ford                        | Riport                            |                                   |
| 1971 | Jackie Stewart                    | Tyrrell-Ford                      | Riport                            |                                   |